# エウノミア (小惑星)
エウノミア (15 Eunomia) は、太陽系の小惑星のひとつ。火星と木星の間の軌道を公転しており、小惑星帯の中では8から12番目に大きい天体である。
またエウノミア族最大の小惑星でもある。このグループの他の小惑星と同様、エウノミアもケイ酸塩とニッケル鉄から構成されており、大きさの割には非常に明るい。
2007年8月に日本で掩蔽が観測された。

## 発見と命名
イタリアの天文学者、アンニーバレ・デ・ガスパリスがナポリ近郊のカポディモンテ天文台で発見した。
この小惑星は、ギリシア神話においてゼウスとテミスの間に誕生したホーライのうちの1柱で、秩序の女神とされるエウノミアから名付けられた。エウノミアの姉妹には、同じくホーライである正義のディケや運命の3女神モイライたちがいる。